# Casa Frustberg

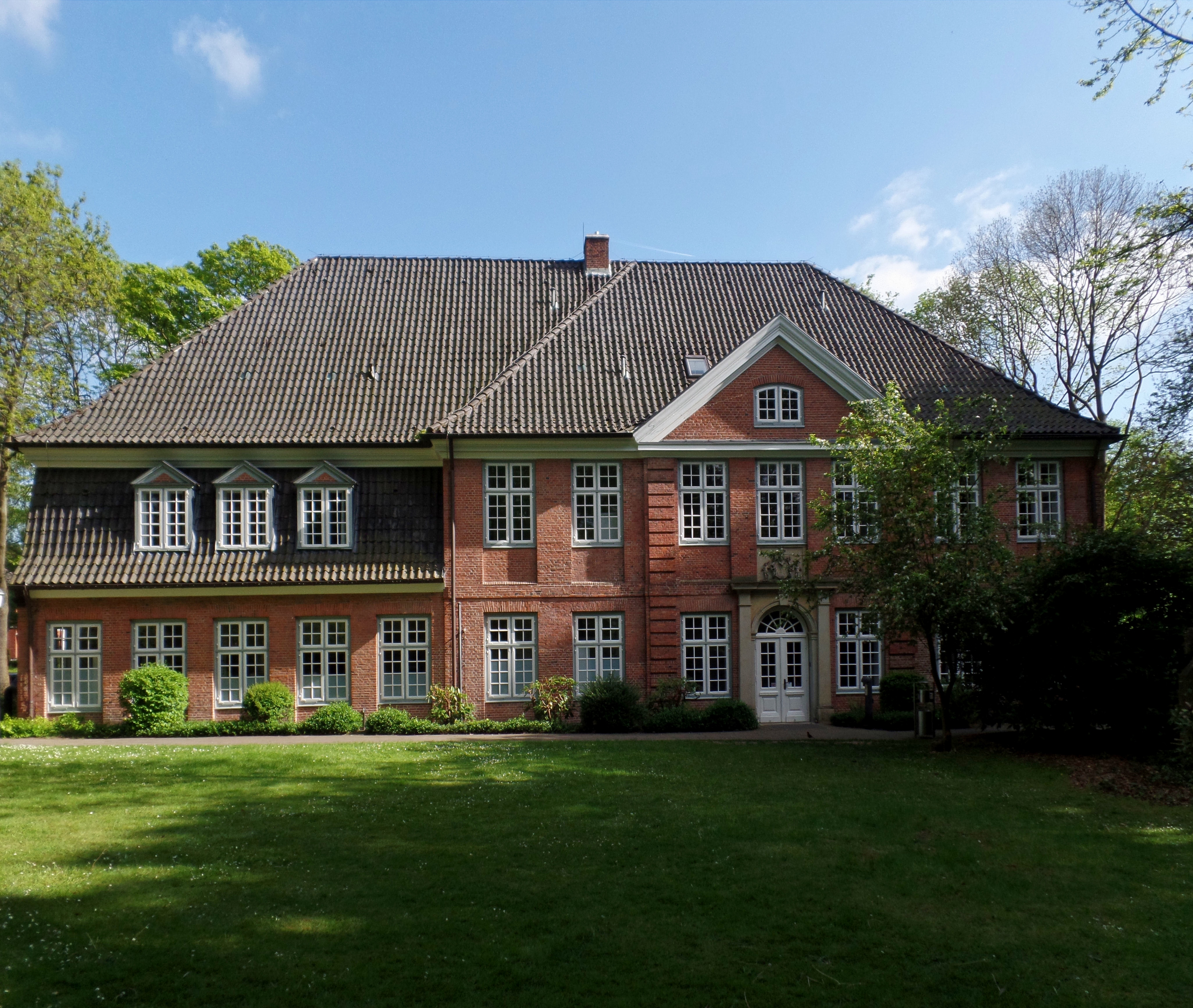
A mansão Frustberg, construída em 1703

A Casa Frustberg, também conhecida como Casa Tiefbrunn, é uma antiga propriedade e uma mansão barroca de tijolos em Frustberg, no bairro de Groß Borstel em Hamburgo. A propriedade tornou-se uma residência de verão para ricos cidadãos de Hamburgo a partir de 1651. A casa atual foi construída no início do século XVIII pelo comerciante de tecidos Eybert Tiefbrunn, e seu brasão ainda é encontrado na porta de entrada principal, com o ano de 1703 inscrito. O edifício é um exemplo raro de um edifício de tijolos barrocos da época. No século XIX a propriedade incluía um terreno de 605 hectares (6050 decares) e a mansão era cercada por um parque de 7 hectares (70 decares).

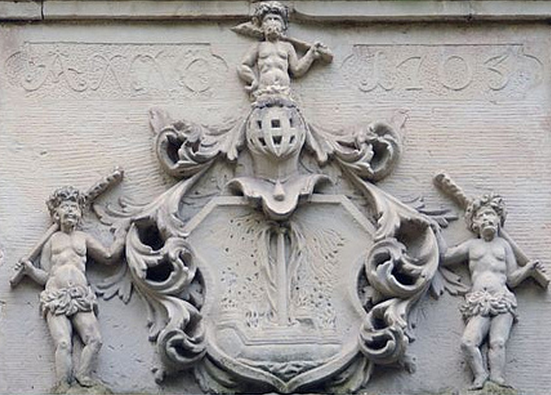
Brasão de Eybert Tiefbrunn sobre a entrada principal

De 1793 a 1823, a mansão era de propriedade da família bancária Berenberg/Gossler e era conhecida como um ponto de encontro da alta sociedade de Hamburgo com muitos convidados regulares famosos, como Gebhard Leberecht von Blücher e Philipp Otto Runge. Serviu como residência de verão de Elisabeth Gossler née Berenberg, a matriarca da família. O marido dela, na época falecido, era Johann Hinrich Gossler, bisneto de Eybert Tiefbrunn, para quem a casa foi construída um século antes.

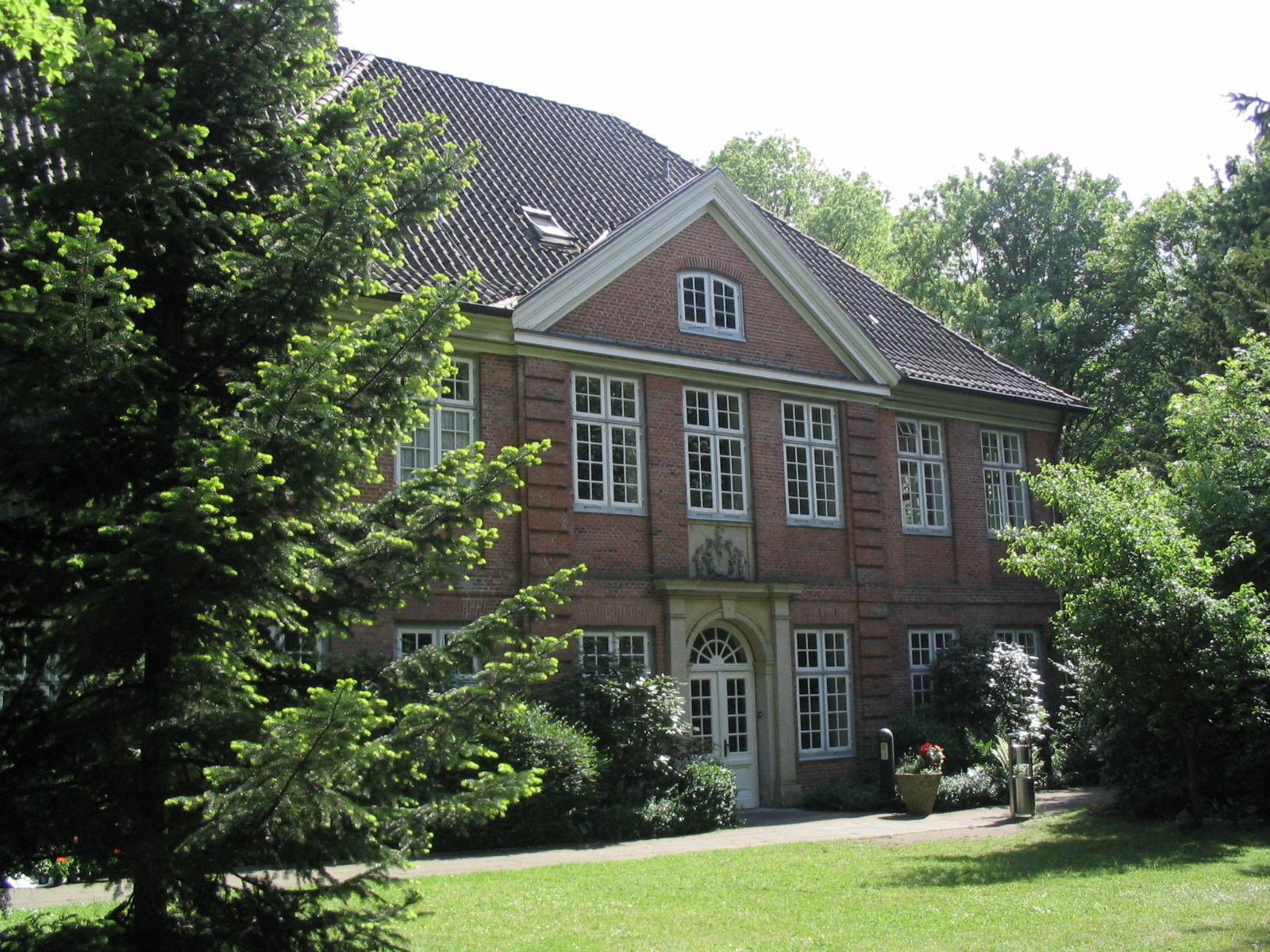
A mansão Frustberg

Em 1823, a família Gossler vendeu a propriedade a Wilhelm Schröder, que era casado com a filha mais velha de Salomon Heine, Fanny. O neto deles, Otto Nanne, era dono da propriedade de 1872 a 1906, quando a vendeu ao proprietário da fábrica, August Herbst. Devido a dificuldades financeiras, Herbst vendeu a propriedade ao governo de Hamburgo entre 1928 e 1929. Desde 1937, a mansão é listada como patrimônio cultural. Em 1957, o parque havia sido reduzido para 4800 m². A mansão é tradicionalmente conhecida como Frustberg House. A casa recebeu oficialmente o nome Stavenhagenhaus em homenagem ao poeta Fritz Stavenhagen em 1962, com uma cerimônia presidida por Helmut Schmidt. No entanto, Stavenhagen não tem associação com a história da casa e o edifício também é conhecido como Casa Frustberg ou Casa Tiefbrunn. O nome Gossler House também foi usado. O edifício é usado para eventos culturais, como shows.